# Chris Coleman
Christopher Patrick Coleman (* 10. června 1970, Swansea) je bývalý velšský fotbalista a v současnosti trenér. Jako hráč nastupoval především jako obránce, 32x reprezentoval Wales a připsal si i 4 reprezentační branky. Hrál za kluby Manchester City (1986–1987), Swansea City (1987–1991), Crystal Palace (1991–1995), Blackburn Rovers (1995–1997) a Fulham (1997–2002). Hráčskou kariéru musel ukončit po zranění nohy při autohavárii. Jako trenér nejvíce uspěl na lavičce velšské reprezentace, kterou vedl v letech 2012–2017 a roku 2016 s ní slavil zisk bronzových medailí na mistrovství Evropy. Trénoval též Fulham (2003–2007), Real San Sebastian (2007–2008), Coventry City (2008–2010), AE Larissa (2011–2012), Sunderland AFC (2017–2018), Che-pej (2018–2019) a Atromitos Athény (2022–2023). Roku 2017 obdržel Řád britského impéria.